# Herbert Brewer
Sir Alfred Herbert Brewer (Gloucester, 21 de juny de 1865 – 1 de març de 1928) fou un compositor i organista anglès.
Assolí una gran anomenada a Anglaterra com a organista, director de grans obres corals i oratoris i compositor. Fou organista titular de la Catedral de Bristol, de l'església de San Michael de Coventry i de la Catedral de Gloucester, havent dirigit diverses vegades els festivals triennals d'aquella ciutat.
Els seus recitals dorgue en la catedral anteriorment citada eren verdaderes solemnitats artístiques elogiades amb entusiasme per professionals i crítics. Durant algun temps dirigí els concerts simfònics de la Gloucester Orchestral Sociey, donant a conèixer importants obres dels moderns compositors britànics i el més destacat de la producció estrangera.
Entre les seves composicions, mereixen especial menció les cantates:
- Emmaus, (Gloucester, 1901) i The Holy Innocents, (Gloucester, 1904).

Les obres per a veus i orquestra, Three Elizabetan Pastorals (Hereford, 1906), Summer Sports, (Gloucester, 1910), i la pastoral Jillian of Berry Herefrod (1921).